# Большой адронный коллайдер (проект Полисского)
«Большо́й адро́нный колла́йдер» — инсталляция из дерева и лозы Николая Полисского и Никола-Ленивецких промыслов 2009 года в Музее современного искусства Люксембурга.

## История
Идея свести Николая Полисского и люксембургский музей современного искусства принадлежала француженке русского происхождения из парижского Центра Помпиду Ольге Махровой (Olga Makhroff), которая некоторое время до этого работала культурным атташе посольства Франции в Москве. Она стала одним из кураторов проекта «Большой адронный коллайдер». Другими кураторами выступили сотрудники Музея Клемен Минегетти (Clement Minighetti) и Мари-Ноэль Фарси (Marie-Noelle Farcy).
Полисский не показывал своим соавторам, участникам Никола-Ленивецких промыслов, фотографий реального Большого адронного коллайдера.
Ирина Кулик так описывала «Большой адронный коллайдер» Полисского:
Гигантская инсталляция в MUDAM состоит из множества загадочного вида и назначения «машин», сделанных, как и все произведения Полисского, из экологически чистого дерева — из него вырезаны огромные валы, турбины, множество деталей сложнейших конструкций. А вместо проводов все это переплетено гирляндами и мотками лозы. Впрочем, несмотря на, казалось бы, заведомую невинность и безобидность дерева, все эти сооружения отнюдь не выглядят игрушечными. Напротив, чувствуется, что машины, и правда, насыщены некоей, возможно, ещё неведомой настоящей науке энергией. Если инсталляция Полисского и вызывает ассоциации с какими-то существующими техническими сооружениями, то именно с теми, которые связаны с электричеством, будь то банальные ЛЭП или же загадочная башня Теслы (так же, кстати, некогда построенная из дерева). Доминирует в экспозиции в MUDAM именно огромный деревянный донжон, окружённый, как контрфорсами, мощными катушками лозы. Только венчает его в отличие от башни Теслы не шар, а солнечные антенны-крылья космической станции.
В «Адронном коллайдере» Полисского и его соавторов так же интересует, прежде всего тот полумистический флёр, который окутывает современную науку. Для Полисского нынешние ученые — это своего рода жрецы, посвящённые в закрытые для простых смертных тайны мироздания, и даже, возможно, способные повлиять на управляющие миром силы. Что, в общем-то, не так уж далеко от истины: в самом деле, мало кто из нас может объяснить, как устроен и каким целям служит настоящий большой адронный коллайдер. Научную картину мира, точно так же как магическую или религиозную, по-прежнему можно только принимать на веру. «Адронный коллайдер» Полисского и его соавторов — условное воплощение той самой машины, из которой может появиться Бог.
Осенью 2009 года Николай Полисский с проектом «Большой адронный коллайдер» стал финалистом премии Кандинского.

## Участники проекта
Участники артели Никола-Ленивецкие промыслы, создававшие «Большой адронный коллайдер»:
Алексей Гусев, Юрий Климкин, Сергей Носков, Евгений Зеленский, Алексей Буковский, Олег Безуглов, Вячеслав Киселёв, Владимир Стребань, Дмитрий Мозгунов, Алексей Годовиков, Виктор Матковский, Алексей Костржевский.